# توماس لويس (فنان)
توماس ب. لويس (بالإنجليزية: Thomas Lewis)‏ (17 مارس 1940 - 4 أبريل 2008): هو فنان وناشط سلام، معروف بشدة لاشتراكه مع بالتيمور فور وكاستونفيل ناين.

## سيرة شخصية
وُلد لويس في يونيونتاون ببنسلفانيا وترعرع في بالتيمور بماريلاند. تخرج من مدرسة ماونت سانت جوزيف الثانوية الكاثوليكية وأخذ دورات في عدة جامعات في بالتيمور، إضافةً إلى دراسته الفن بصورة غير رسمية مع إيرل هوفمان وجو شيبارد. قبل مسيرته بصفته ناشطًا، زار إيطاليا وألهمته أعمال في معرض أوفيزي.
تعود بدايات عمل لويس بصفته ناشطًا إلى المظاهرة ضد عزل حديقة غوين أوك عام 1963، التي كان ينوي رسمها لصالح منشورات كاثوليكية قبل أن يشعر أنه مُلزم بالمشاركة. انضم بعد ذلك إلى كونغرس المساواة العرقية ومبادرة محاريث أمير السلام وطور علاقات قوية مع حركة العمال الكاثوليكية. أصبح فنه سياسيًا وفقًا لذلك، دون إنشاء علاقات مع خلفيته الدينية، على سبيل المثال، عام 1965 صنع قطعةً خشبية لخطاب مناهض للحرب ألقاه البابا بول السادس في الأمم المتحدة.

### بالتيمور فور
في نهاية ستينيات القرن العشرين، كان منخرطًا في أعمال مناهضة للحرب بدايةً في بالتيمور فور، الذين سكبوا الدم على مسودات الملفات أمام دار الجمارك في بالتيمور عام 1967. في السابع والعشرين من أكتوبر 1967 سكب بالتيمور فور (لويس والأناركي المسيحي فيليب بيريغان والشاعر والمعلم والكاتب دافيد إيبرهاردت والقس والمبشر في كنيسة المسيح المتحدة الموقر جيمس ل. مينغر) الدم (دم من الأربعة، إضافةً إلى دم اشتروه من غاي سان ماركت: دم دواجن وفقًا لمكتب التحقيقات الفيدرالي، يستخدمه البولنديون للحساء) على سجلات الخدمة الانتقائية في دار الجمارك ببالتيمور. وافق مينغيل على الفعل وتبرع بالدم؛ لكنه لم يوافق على سكبه، وبدلًا من ذلك وزع النسخة الورقية من الأخبار الجيدة للإنسان المعاصر (نسخة من العهد الجديد) على العاملين في مجلس الإدارة ورجال الصحافة والشرطة. انتظرت المجموعة الشرطة لتأتي وتعتقلهم، وفي ذلك الوقت مرروا نسخًا من الكتاب المقدس وشرحوا بهدوء للعاملين في المجلس أسباب أفعالهم.

### كاستونفيل ناين والسجن
عندما كان في مرحلة المحاكمة لاشتراكه في المظاهرة، انخرط لويس في مظاهرة أكثر جرأةً وهي كاستونفيل ناين، الذين حرقوا سجلات المسودات بالنابالم في كاستونفيل بماريلاند. بعد أسبوع، حُكم عليه بالسجن لست سنوات في سجن فيدرالي لمشاركته في مظاهرة بالتيمور فور، وفي نوفمبر حُكم عليه بثلاث سنين ونصف أخرى لاشتراكه في مظاهرة كاستونفيل ناين. أطلق سراحه في نهاية المطاف عام 1971، إذ أدى الحكم المطبَّق عليه فوق كل هذا في سجن المزرعة ذي الحراسة المنخفضة في إصلاحية لويسبورغ الفيدرالية.
عندما كان في السجن، استمر لويس بإنتاج الفن، بما في ذلك أكثر من مئة صورة شخصية لزملائه في السجن، وكان ينتجها بنسختين كي يحتفظ صاحب الصورة بنسخة لنفسه. كانت ذروة أعماله محفظة نقوش بعنوان المحاكمة والسجن، ونُشرت في خمسين نسخة لجمع الأموال للحركة عام 1969، بينما كان لويس خارجًا للاستئناف لفترة قصيرة. كان على لويس المشاركة بإنتاجه مع أعضاء المافيا (الذين ضاعف لهم الإنتاج كي يخفوا المهربات من الخمور والمعكرونة)، واستخدم أحيانًا حبرًا خاصًا يصنعه بنفسه من الرماد أو القهوة أو مسحوق الكاكاو، صورت النقوش الكرب النفسي الذي عاشه زملاؤه في السجن والمواجهة الخاطفة وشبه المروعة بين الشرطة والمتظاهرين. كتب لويس نص المحفظة ورسم كوريتا كينت صورة للغلاف.
كان لويس فنانًا معروفًا في منطقة وورسيستر، إذ أدار ورشات طباعة في متحف الفن بوورسيستر أكثر من عشرين عامًا. ما تزال الكثير من أعماله موجودةً في معارض وأرشيفات في أماكن كثيرة في الولايات المتحدة الأمريكية. كان مدرسًا للفن في كلية آنا ماريا وعلَّم الفن في مدرسة ويستون بكامبريدج وفي متحف وورسيستر للفن. أعطى فنان بالتيمور إيرل هوفمان تعليمات للويس في الفن في ستينيات القرن العشرين.
كان لويس شخصيةً بارزة في حركة الراديكاليين الكاثوليك لجمعه الفن والنشاطية، فعلى سبيل المثال، وصف دانييل بيريغان فنه بأنه: «شاهد قوي ومثير للمشاعر على نجاة الضمير المهدد... يعالج هذا الفن الانقسام بين الأخلاق والمخيلة».